# Folke K. Skoog
Folke K. Skoog (15 luglio 1908 – 15 febbraio 2001) è stato un botanico svedese.
Studioso di fisiologia vegetale, ha sintetizzato e testato in laboratorio la 6-benzilaminopurina.
Con lo scienziato Toshio Murashige nel 1962, durante la ricerca per un regolatore di crescita delle piante, mise a punto il terreno di Murashige e Skoog, il mezzo ancora oggi più usato nel campo delle colture in vitro di cellule vegetali.